# Aloe antandroi
Aloe antandroi (укр. Алое антандрой)  — сукулентна рослина роду алое.

## Етимологія
Видова назва походить від назви племені Антандрой, на території якого був знайдений цей вид алое.

## Морфологічна характеристика
Розгалужені біля основи стебла 60-100 см завдовжки. Листя 12-20, трикутні, 10-15x0,5-1 см, на верхівці округлі, сіро-зелені, верхня поверхня з декількома білими плямами, нижня поверхня з великою кількістю плям. По краях листя зубчики 0,5-1,0 мм завдовжки, 7-10 мм один від одного. Суцвіття завдовжки 16 см, прості, китиця 3x5 см з червонуватим близько 10 кольорів. Схоже з Aloe decaryi (листя без плям) і Aloe millotii (набагато менше листя).

## Місця зростання
Зростає в південно-західній частині Мадагаскара в провінції Туліара в регіоні Ацимо-Андрефана.

## Умови зростання
Мінімальна температура — + 10 °C. Надає перевагу сонячним місцям або легкій тіні. Посухостійка рослина. Вирощують в піщаних, пористих і мінеральних ґрунтах.

## Варитети
Відомо два варитети:
- Aloe antandroi subsp. antandroi
- Aloe antandroi subsp. toliarana J.-B.Castillon